# Trainer (Baseball)
Im Baseball tragen mehrere Trainer zum reibungslosen Funktionieren einer Mannschaft bei. Sie sind Assistenten des Managers, der die Startaufstellung und die Schlagreihenfolge festlegt, über die Auswechslung von Spielern während des Spiels entscheidet und strategische Entscheidungen trifft. Neben dem Manager können mehr als ein halbes Dutzend Trainer den Manager bei der Leitung der Mannschaft unterstützen. Im Grunde genommen sind die Baseballtrainer mit den Assistenztrainern in anderen Sportarten vergleichbar, so wie der Baseballmanager mit dem Cheftrainer.

## Rollen

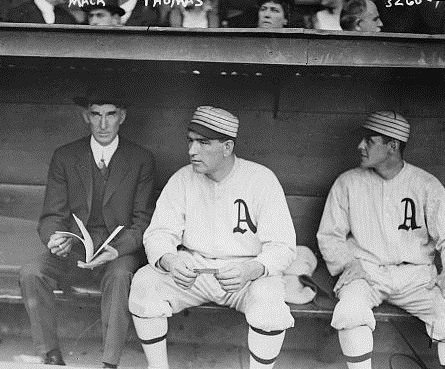
Der Manager Connie Mack in seinem Anzug anstelle einer Mannschaftsuniform

Die Besonderheit des Baseballsports besteht darin, dass Manager und Trainer in der Regel nummerierte Uniformen tragen, die denen der Spieler ähneln, da die Manager früher häufig aus dem Spielerkader ausgewählt wurden. Das Tragen von Uniformen wurde auch dann noch beibehalten, als die Praxis der spielenden Manager und Trainer nachließ. Bemerkenswerte Ausnahmen waren der in die Baseball Hall of Fame aufgenommene Manager Connie Mack, der während seiner 50-jährigen Tätigkeit als Manager der Philadelphia Athletics stets einen schwarzen Anzug trug, und Burt Shotton, Manager der Brooklyn Dodgers in den späten 1940er Jahren, der im Dugout eine Dodger-200-Kappe und eine Teamjacke über der Straßenkleidung trug. Die war eine Voraussetzung für die Annahme des Angebotes der Dodgers, da Shotton strikt gegen eine Uniform war. Nach der weit verbreiteten Einführung nummerierter Uniformen in den frühen 1930er Jahren trug Joe McCarthy, ein weiterer Manager aus der Hall of Fame, für den Rest seiner Karriere eine vollständige Uniform, aber keine Nummer auf dem Rücken.
Vollzeittrainer im Profi-Baseball gibt es seit 1909, als John McGraw von den New York Giants Arlie Latham und später Wilbert Robinson als Trainer engagierte. In den 1920er Jahren hatten die meisten Major-League-Teams zwei Vollzeittrainer, die im Foul Territory in der Nähe der ersten und dritten Base stationiert waren, wenn ihr Team schlug, obwohl der Manager oft auch als Third-Base-Trainer fungierte. Spezialisten wie z. B. Pitching-Trainer waren selten. Nach dem Zweiten Weltkrieg hatten die meisten Major-League-Teams zwischen drei und fünf Coaches auf ihrer Liste, da die Manager ihre Teams zunehmend ganztägig vom Dugout aus leiteten und Pitching- und Bullpen-Coaches ernannten, die sie und die Baseline-Coaches unterstützten. In den 1960er Jahren und später ernannten immer mehr Teams eigene Batting- und Bench-Coaches. Aufgrund der Zunahme uniformierter Trainer im modernen Spiel hatte die Major League Baseball Ende der 2000er Jahre die Anzahl der uniformierten Mitarbeiter auf sechs Trainer und einen Manager beschränkt. Seit der Saison 2013 dürfen die Teams nach eigenem Ermessen einen siebten uniformierten Trainer, den sogenannten Assistant Hitting Coach, beschäftigen.

### Bench Coach
Der erste Bench Coach im Baseball war George Huff, der 1905 bei den Illinois Fighting Illini eingestellt wurde. Damals bedeutete dies, dass der Trainer, während der gesamten Saison anwesend war.
In jüngerer Zeit ist der Bench Coach der zweite Mannschaftsverantwortliche. Der Bench Coach dient dem Manager als Berater im Spiel, indem er situative Ratschläge gibt und Ideen austauscht, um den Manager bei strategischen Entscheidungen zu unterstützen. Wenn der Manager aus dem Spiel geworfen wird, suspendiert wird oder aus irgendeinem Grund nicht am Spiel teilnehmen kann, übernimmt der Bench Coach die Position des stellvertretenden Managers. Wenn der Manager während der Saison entlassen wird oder zurücktritt, wird in der Regel der Bench Coach zum Interimsmanager ernannt. Zu den Aufgaben des Bench Coaches gehören auch die Vorbereitung des Trainings und der Dehnübungen vor einem Spiel sowie die Koordinierung des Spring Trainings.

### Pitching Coach
Ein Pitching Coach betreut und trainiert die Pitcher eines Teams. Er berät den Manager über den Zustand der Pitcher und dient als Coach für den Pitcher, der gerade auf dem Mound steht. Wenn ein Manager den Mound aufsucht, tut er dies in der Regel, um einen Pitching-Wechsel vorzunehmen oder die situative Verteidigung zu besprechen. Wenn es jedoch darum geht, die Spieltechnik zu besprechen oder wie man auf einen bestimmten Schlagmann wirft, ist es in der Regel der Pitching Coach, der den Mound aufsucht. Der Pitching Coach ist in der Regel ein ehemaliger Pitcher. Eine Ausnahme ist Dave Duncan, der ehemalige Pitching Coach der St. Louis Cardinals, der früher als Catcher aktiv war. Vor den frühen 1950er Jahren waren die Pitching Coaches in der Regel ehemalige Catcher.

### Bullpen Coach
Der Bullpen Coach ähnelt dem Pitching-Coach, arbeitet aber hauptsächlich mit den Relief-Pitchern in der Bullpen. Er macht keine Besuche auf dem Mound, sondern bleibt während des gesamten Spiels im Bullpen und arbeitet mit den Relievern, die sich für das Spiel aufwärmen. In der Regel ist der Bullpen Coach entweder ein ehemaliger Pitcher oder Catcher.

### Hitting Coach
Ein Hitting Coach arbeitet, wie der Name schon sagt, mit den Spielern einer Mannschaft zusammen, um deren Schlagtechnik und Form zu verbessern. Er beobachtet die Schwünge der Spieler während des Spiels und im Laufe der Saison und berät sie, wenn nötig, zwischen den Schlägen, um Anpassungen vorzunehmen. Außerdem überwacht er die Leistung der Spieler beim Training, im Käfig und beim Schlagtraining vor dem Spiel. Mit dem Aufkommen der Technologie setzen Hitting Coaches zunehmend Videos ein, um ihre Schlagleute zu analysieren und die gegnerischen Pitcher zu scouten. Mithilfe von Videos können Hitting Coaches Problembereiche im Schwung deutlich aufzeigen und so die Anpassungsphase für den analysierten Spieler verkürzen. Dieser Prozess wird in der Regel als Videoanalyse bezeichnet.

### Base Coach

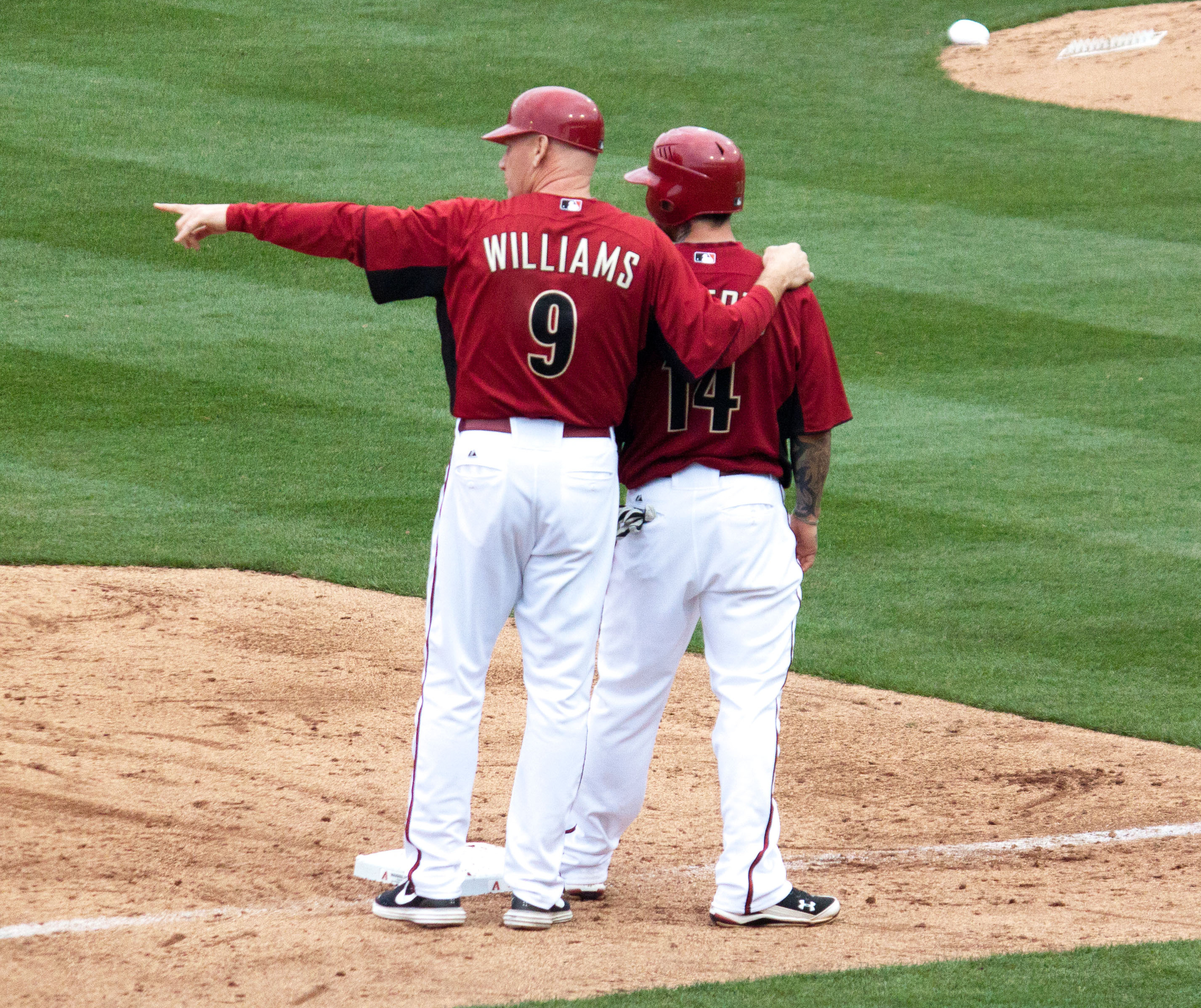
Matt Williams (links) fungiert während eines Spring Training Spieles 2011 als Third Base Coach

Zwei Coaches sind auf dem Spielfeld anwesend, wenn die Mannschaft schlägt. Sie sind in den dafür vorgesehenen Trainerboxen im Foul Territory in der Nähe der ersten und dritten Base stationiert und werden entsprechend als Base-Coaches bezeichnet – individuell als First-Base-Coach und Third-Base-Coach. Sie helfen bei der Führung der Baserunner, verhindern Pickoffs und geben die Signale des Managers im Dugout an die Läufer und Schlagmänner weiter. Während der First-Base-Coach in erster Linie für den Schlagmann verantwortlich ist, ob er an der ersten Base stehen bleibt oder nicht, oder für einen Läufer, der bereits auf der ersten Base steht, trägt der Third-Base-Coach mehr Verantwortung. Zu seinen Aufgaben gehört es, die Läufer an der zweiten und dritten Base zu halten oder zu schicken und in Sekundenbruchteilen kritische Entscheidungen darüber zu treffen, ob ein Läufer bei einem Hit, einem Sacrifice Fly oder einem Error punkten soll. Außerdem muss er die Wurfstärke des gegnerischen Feldspielers sowie die Geschwindigkeit und Position des Baserunners berücksichtigen.